# Malvik
Malvik est une kommune norvégienne située dans le comté de Trøndelag. Elle fait partie de la région du Stjørdalen.

## Géographie
Le territoire de Malvik s'étend sur 168,55 km2 à l'est de la ville de Trondheim.
Elle comprend les villages d'Hommelvik, son centre administratif, Hundhammeren, Muruvika, Smiskaret, Sneisen, Vikhammer.